# Jimmy Gunnstedt
Jimmy Roland Gunnstedt, född 8 december 1968, är en svensk innebandyspelare. 
Gunnstedt var under sina glansår verksam i Västerås IBF och vann även VM-guld år 2000 för Sverige. Han avslutade sin elitkarriär säsongen 2005/2006 i Järfälla IBK. Säsongen 2006/2007 inledde han sin tränarkarriär i Kungsörs IBK i division 2 mellersta svealand. Säsongen 2007/2008 fick han sparken efter ett beslut taget av spelarna. Han spelade slutet av säsongen 2007/08 för Västerås IB och varvade sedan ner med fotbollsspel i Division 6 och i Värhulta AIS. Hans första mål för klubben gjordes den 7 juni 2009 mot Himmeta IF. Inför säsongen 2016/17 presenterades Gunnstedt som huvudtränare för Svenska Superligalaget Rönnby Västerås IBK. Assisterande och tränarkollega är Karolina Widar, en annan världsmästare i innebandy.